# Islamšaher
Islamšaher (perz. اسلام‌شهر) je grad u Iranu smješten na sjeveru Teheranske pokrajine. Od glavnog grada Teherana udaljen je 10-ak km južno i dijelom je njegove aglomeracije. Grad je kontinuirano naseljen od starog vijeka i prvotno je nosio ime Bahramabad (dosl. Bahramovo naselje), a kasnije je preimenovan u Islamšaher (dosl. Islamski grad). Bahramabadom se i dan danas nazivaju krajnji sjeverni dijelovi grada. Okolica Islamšahera zajedno s južnim Teheranom predstavlja veliku industrijsku zonu od vitalne važnosti za iransko gospodarstvo. Prema popisu stanovništva iz 2006. godine u Islamšaheru je živjelo 357.389 ljudi.

## Poveznice
- Teheran
- Teheranska pokrajina

## Vanjske poveznice
- (perz.) Službene stranice općine Islamšahera  Arhivirana inačica izvorne stranice od 3. svibnja 2017. (Wayback Machine)
- (perz.) Službene stranice uprave Islamšahera